# 英欧贸易合作协定
《英欧贸易合作协定》，又称《英欧自贸协定》，是大不列顛及北愛爾蘭聯合王國與欧洲联盟的雙邊貿易協定。
英國脫歐協議訂明的過渡期內，英國在退出欧盟之后可留在歐盟的關稅同盟及共同市場。然而，因過渡期在2020年12月31日完結，雙方如無貿易協議，則需要以世界贸易组织的規則進行貿易。這份協定排除了此可能性，奠定了英歐雙方在2020年12月31日結束過渡期之後的未來合作框架。目前，英國政府和欧洲联盟理事会通过将于2021年1月1日（英國時間2020年12月31日晚上11時）進入臨時應用，直至最遲於2021年2月28日，或雙方完成本地相關程序。
协定在正式生效之前，有待歐洲議會和歐盟理事會批准。在英國，雖然代表國家批准條約的是政府，但據憲法慣例「龐桑比規則」以及《2010年憲法改革及管治法》，政府須提交將要被批准的條約予國會省覽，而上議院或下議院皆有權議決條約不應被批准，惟只有下議院的此等議決可以阻止政府不批准條約，但國會不能否決、修正條約。鑑於條約需要被批准的時間過於急切，未能滿足此慣例和本地法提前21個國會會議日的要求，政府尚未批准這份協定，僅臨時應用協定條款。國會已於12月30日召開，旨在通過《2019-21年歐洲聯盟(未來關係)草案》，令本地法律滿足協定條件，草案同日獲得御准，成為《2020年歐洲聯盟(未來關係)法令》。
截止2020年12月31日，欧盟和英國政府已经通過英欧贸易协议，協定將在預定時間進入臨時應用。
英國上議院已通過議決不反對協定的議案。
2021年4月27日，欧洲议会以660票赞成，5票反对，32票弃权的投票結果批准該協定。該協定最后將由欧盟理事会批准。